# Borgo Val di Taro

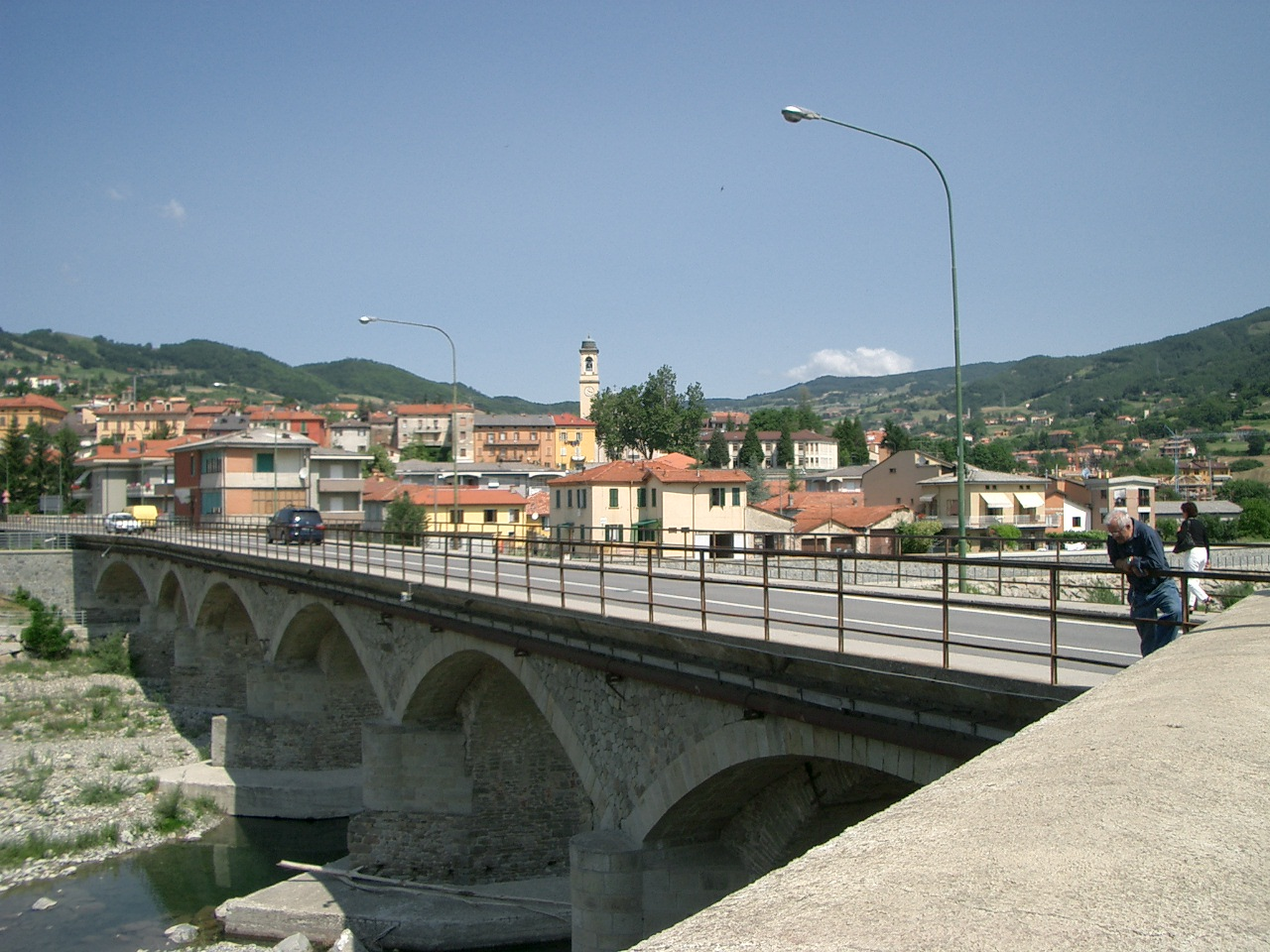
Pont di San Rocco in Borgo Val di Taro

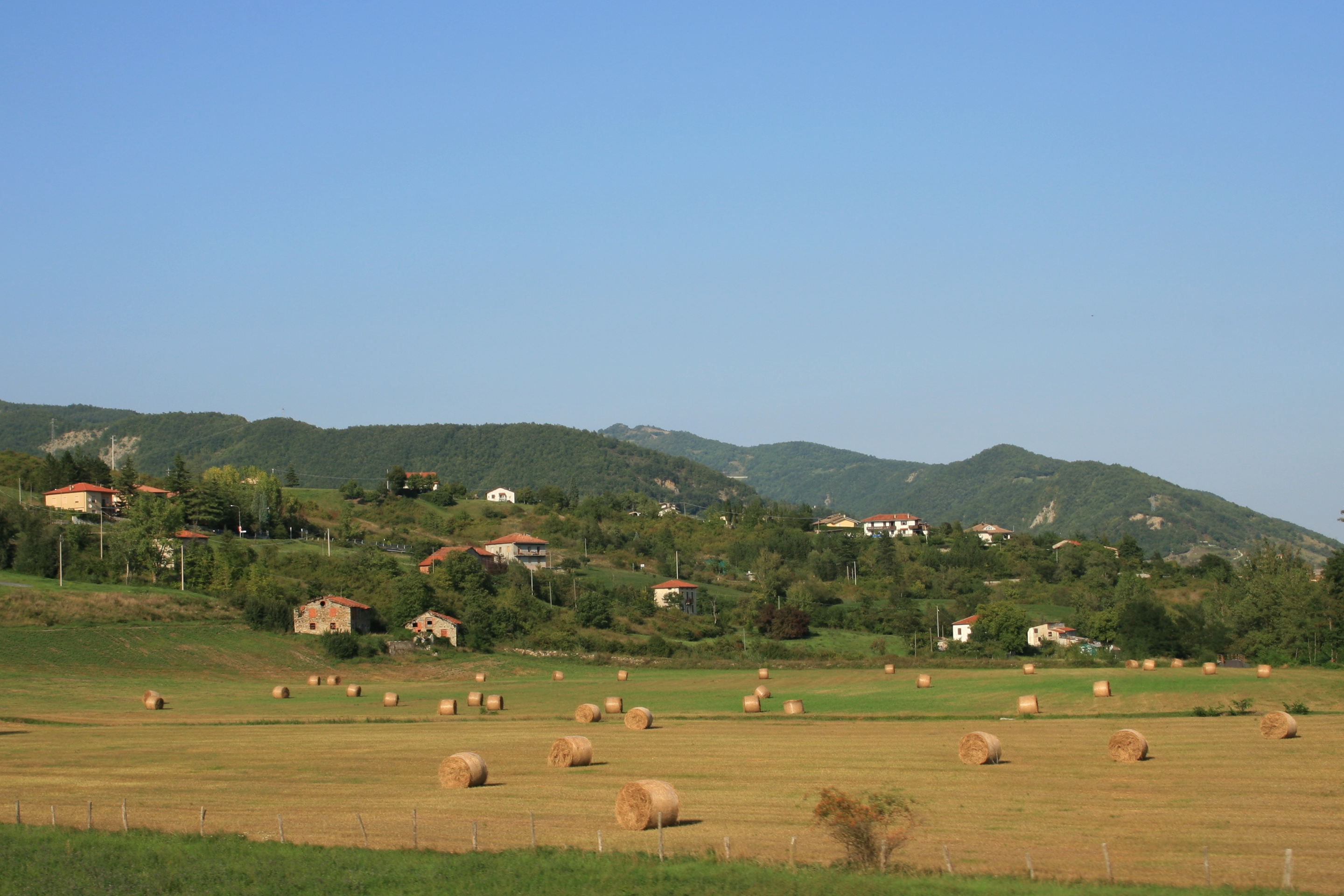
Wiesen bei Borgo Val di Taro

Borgo Val di Taro ist eine comune (italienische Gemeinde) mit 6748 Einwohnern (Stand 31. Dezember 2023) in der Provinz Parma in der Emilia-Romagna. Die Gemeinde liegt etwa 57 Kilometer südwestlich von Parma und grenzt unmittelbar an die Provinz Massa-Carrara. In der Gemeinde entspringt der Taro.

## Geschichte
Schon in der Antike gewann die Gegend Bedeutung als Siedlungsort der Ligurer. Seit dem frühen Mittelalter gehörte das Val di Taro der Abtei Bobbio, welche die Familien Platoni und Lusardi damit belehnte. Die Platoni verloren es Mitte des 12. Jahrhunderts in einer Fehde an die Stadt Piacenza. Seit dem 13. Jahrhundert konkurrierten die Familien Landi aus Piacenza und Fieschi aus Genua um die Vorherrschaft über die Repubblica di Borgo Val di Taro. 1547 wurden die Fieschi wegen eines Aufstandes in Genua entmachtet und die Landi wurden 1551 von Kaiser Karl V. zu Fürsten von Val di Taro erhoben. 1626 fiel das Fürstentum durch Heirat an die Familie Doria aus Genua. 1646 musste diese es auf Druck von Urban VIII. an die Familie Farnese abgeben, die es ihrem Herzogtum Parma angliederte.

## Wirtschaft
In der Gemeinde befindet sich eines der wichtigen Zentren der Rinderzucht. Ferner werden hier unter der geschützten Herkunftsbezeichnung Fungo di Borgotaro Steinpilze gezüchtet (insbesondere Boletus edulis, Boletus pinophilus, Boletus aestivalis und Boletus aereus).

## Verkehr
Östlich der Gemeinde führt die Autostrada A15 von Parma nach La Spezia. Direkt durch die Gemeinde nach Ligurien erstreckt sich die frühere Strada Statale 523 del Colle di Cento Croci, die zur Provinzstraße heruntergestuft wurde. Borgo Val di Taro hat einen Bahnhof an der Bahnstrecke von Parma nach La Spezia.

## Gemeindepartnerschaften
Borgo Val di Taro unterhält Partnerschaften mit der französischen Gemeinde Charenton-le-Pont im Département Val-de-Marne und mit der spanischen Gemeinde Vila de Cruces in der Provinz Pontevedra sowie eine inneritalienische Partnerschaft mit der Gemeinde Aprica in der Provinz Sondrio.

## Sport
Borgo Val di Taro war bislang zweimal (1987, 1993) Etappenort des Giro d’Italia.

## Persönlichkeiten
- Niccolò da Tolentino (um 1355–1435), Condottiere
- Roberto Hazon (1854–1920), Dirigent und Musikpädagoge
- Tony Muréna (1915–1971), Akkordeon-Spieler
- Eugenio Bersellini (1936–2017), Fußballspieler und -trainer